# Terje Hanssen
Pour les articles homonymes, voir Hanssen.
Terje Ludvik Hanssen, né le 20 septembre 1948 à Kabelvåg, est un biathlète norvégien.

## Biographie
Il remporte la médaille de bronze du relais aux Championnats du monde 1974 avec Kjell Hovda, Kåre Hovda et Tor Svendsberget. Il participe aux Jeux olympiques d'hiver de 1976, où il est cinquième du relais.

## Palmarès

### Championnats du monde
- Championnats du monde 1974 à Minsk (Union soviétique) :
  -  Médaille de bronze au relais 4 × 7,5 km.